# ميخائيل التاسع باليولوج
ميخائيل التاسع باليولوج (اليونانية: Μιχαήλ Θ Παλαιολόγος) إمبراطور بيزنطي (17 أبريل 1277 - 12 أكتوبر 1320، تسالونيكي، اليونان)، شارك اباه الإمبراطور أندرونيكوس الثاني باليولوج الحكم (1294 / 1295-1320).

## حكمه
- تم اعلان ميخائيل التاسع كإمبراطور مشارك للحكم بجانب ابيه أندرونيكوس الثاني باليولوج في 1281 وتم تتويجه عام 1294 أو 1295.
- في 1300، تم إرساله على رأس المرتزقة «قوات آلان» ضد الأتراك في آسيا الصغرى، في 1304-1305 وجهت إليه تهمة التعامل مع «الشركة الكاتالونية» المتمردة (مجموعة من المرتزقة ارادت الانفصال وتكوين دولة خاصة بهم)
- بعد مقتل قائد الكاتالونية روجر دي فلور، قاد ميخائيل التاسع القوات البيزنطية (بالإضافة الي الاتراك و5-8 آلاف من «قوات آلان») ضد «الشركة الكاتالونية»، ولكنه هزم وأصيب.
- كان ميخائيل التاسع غير ناجح بالمرة في حربه ضد تيودور سفيتوسلاف في بلغاريا عام 1307، وانتهى الأمر باعلان السلام عام 1307 وتزوجت ابنته من الإمبراطور البلغاري.
- سنة 1311، هزم ميخائيل التاسع على يد عثمان الأول. ميخائيل التاسع تقاعد في نهاية المطاف إلى تسالونيكي، حيث توفي عام 1320، توفى قبل أبيه الإمبراطورأندرونيكوس الثاني باليولوج ويذكر ان موته كان بسبب شده حزنه علي موت ابنه الأصغر «مانويل» في حادثة قتل خطأ تسبب فيها اخوه الأكبر الإمبراطور أندرونيكوس الثالث باليولوج.